# Amor, ch'a nullo amato amar perdona

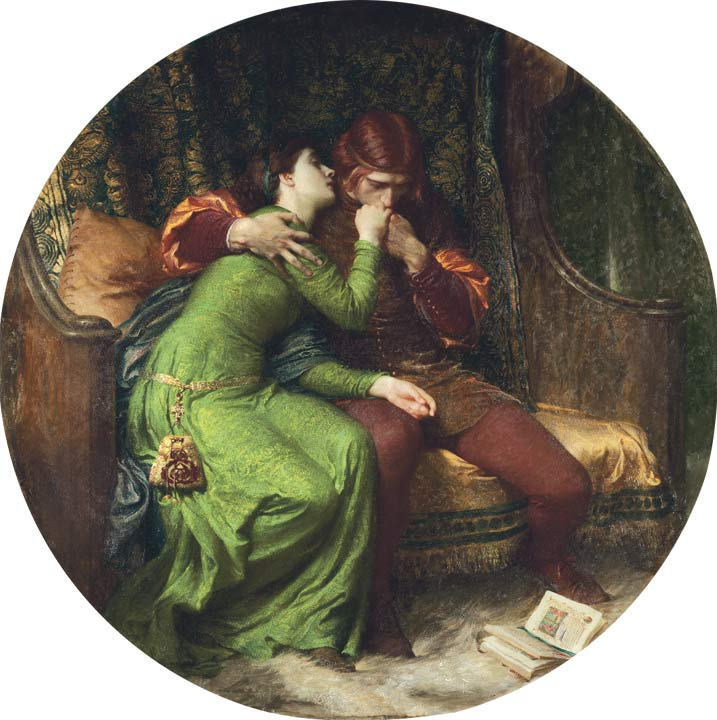
Paolo e Francesca
(Frank Dicksee, 1894)

Amor, ch'a nullo amato amar perdona è il verso 103 del canto V nell'Inferno della Divina Commedia di Dante Alighieri. Si tratta di uno dei versi più celebri del poema e dell'intera letteratura italiana.

## Testo
Il verso fa parte della seconda di tre terzine dall'andamento anaforico:
 Amor, ch'al cor gentil ratto s'apprende    v. 100
Amor, ch'a nullo amato amar perdona       v. 103
 Amor condusse noi ad una morte:            v. 106
La terzina completa è invece così costituita:
Amor, ch'a nullo amato amar perdona, v. 103
mi prese del costui piacer sì forte, v. 104
che, come vedi, ancor non m'abbandona. v. 105
Inoltre il verso centrale racchiude tre volte la parola "Amore", donando così all'anafora una struttura simmetrica che ne rafforza l'enfasi.

## Storia
Il canto che lo contiene, il quinto, è in gran parte dedicato alla figura di Francesca da Rimini, amante di Paolo Malatesta e sposata con il fratello di lui, Gianciotto. La storia dice che il marito di lei scoprirà il tradimento e li ucciderà entrambi. Per questo motivo le anime dei due amanti sono confinate nel secondo girone infernale, quello dei peccatori carnali, e inseriti nella schiera dei morti per amore, quella di Didone, condannati alla dannazione eterna.
Il verso appartiene al primo intervento di Francesca e narra del perché lei si innamorò di Paolo. Come altri versi del canto si presta a molteplici letture.
1. Da un lato vi è la forza dell'amore passionale, che travolge i sensi e non consente a una persona che sia davvero amata di non ricambiare il sentimento; l'amore è di tale intensità, che anche dopo la morte resiste.
2. Dall'altro, l'amore consacrato dal sacramento del matrimonio, quello di Francesca con il marito, che non le perdona e non le consente di amare nessun altro;

L'amore è dunque per Dante permeato da contraddizioni naturali ed esiti anche tragici, tanto che pochi versi dopo lo indica come causa della morte di entrambi. Francesca non potrebbe, essendo sposata, amare altri se non suo marito; è però l'amore stesso a costringerla a farlo, e a ricambiare il sentimento sincero di Paolo.
Questa contraddizione tra precetto religioso e forza naturale dell'amore, contornata dalle tragiche e innocenti spiegazioni di Francesca, struggono Dante muovendolo a un forte sentimento di pietà e comprensione, evidenziata dal finire del canto:
[...] sì che di pietade v. 140
io venni men così com'io morisse. v. 141
E caddi come corpo morto cade. v. 142
Così tanta è la pietà, che Dante stesso sviene per la partecipazione emotiva alla storia appena udita.

## Esegesi
Amor, ch'a nullo amato amar perdona
Amor: è il soggetto del verso e costituisce una cosiddetta figura etimologica, o annominazione, poiché vi sono tre parole nel verso che hanno la stessa origine etimologica: Amor, amato, amar.
ch: che, ovvero il quale, si riferisce ad Amor: il quale amor.
a nullo: nullo deriva dal latino nullus, che significa nessuno. Qui nasce una doppia interpretazione poiché "a nullo" in latino significa "da nessuno", mentre se si considera solo "nullo" preso dal latino la traduzione diventa "a nessuno". Quest'ultima è l'interpretazione più frequente.
Amato: si riferisce a "nullo", per cui nel senso comune "a nullo amato" significa "a nessuno che sia amato".
Amar perdona: perdona l'amare, nel senso di "condonare", "risparmiare" il fatto di riamare, come fosse una condanna.
Riassumendo l'esegesi corrente è: "L'amore, che a nessuno risparmia, se amato, di riamare";
"L'amore, che obbliga chi è amato ad amare a sua volta".

## Nella cultura di massa
- Il verso è stato citato nei brani Ci vorrebbe un amico di Antonello Venditti e Serenata rap di Jovanotti.
- Il verso è stato citato nel brano Paolo e Francesca[1] di Murubutu e Claver Gold.